# Église des Grands-Carmes de Marseille
Pour l’article homonyme, voir église des Grands-Carmes de Metz.
L’église des Grands-Carmes est située dans le  2e arrondissement de Marseille à la place du même nom qui se trouve entre les places Jules-Guesde et Sadi-Carnot, sur une butte à laquelle elle a donné son nom. Elle a été classée Monument historique par arrêté du 20 janvier 1983 pour son intérieur et inscrite monument historique pour ses façades et toitures à cette même date.

## Situation géographique
L'église se trouve au sommet de la butte des Carmes, une des trois buttes avec celles de Saint-Laurent et des Moulins, qui étaient situées à l'intérieur des remparts hellénistiques (200 - 49 av. J.-C.) et qui ont subi l'assaut des troupes de Jules César. Des fouilles ont été entreprises de 1981 à 1985 et ont confirmé une occupation très ancienne dès le VIe siècle av. J.-C..

## Historique
Les Carmes, un des quatre ordres mendiants avec les Augustins, Franciscains et Dominicains, apparaissent les premiers à Marseille et en France. En effet vers 1238 des moines d’origine provençale du Mont Carmel sont chassés de la terre sainte et s’installent aux Aygalades. Ce quartier de Marseille est à l’époque un site rupestre et éloigné de la ville, conforme à la vocation érémitique des moines. Ils occupent alors plusieurs grottes ermitages (dont celle visible en surplomb de l'A7) avant de fonder, grâce à des legs et à un titre accordé par l'Evêque de Marseille en août 1260, dans la construction d'un couvent (vraisemblablement jamais achevé) dont l'ultime vestige est la chapelle : l'actuelle église paroissiale des Aygalades.
En 1285 ces religieux obtiennent la permission de s’établir à l’intérieur de la ville et fonde un nouveau couvent sur la colline Roquebarbe, actuelle butte des Carmes, afin de se trouver plus près des masses populaires à évangéliser. La construction de ce couvent et de son église est effectuée en partie grâce à un legs du 2 juin 1361 de Guillaume André, prieur de leur ordre.
L’édifice menaçant ruine est reconstruit au XVIIe siècle. La première pierre est posée le 10 novembre 1603 par l’évêque Mgr Frédéric Ragueneau et le presbytère est terminé en 1619. Le 31 octobre 1629 les consuls de Marseille, Philippe de Félix, seigneur de la Reynarde, Lazarin de Servian et Elzéard Faravel, effrayés par la peste qui désolait une grande partie de la Provence et la ville d’Aix-en-Provence, font présent aux religieux des Grands Carmes et au nom de la ville, d’une lampe d’argent pour brûler constamment devant la statue de la Vierge. Ils s’engagent également à donner annuellement au couvent une somme de dix-huit livres pour l’achat de l’huile nécessaire à l’alimentation de la lampe.
La première pierre du clocher est posée le 31 mars 1640 en présence des consuls et de Mgr Jean-Baptiste Gault. Ces reconstructions sont financées grâce à la confrérie de Notre-Dame du Saint Sépulcre et à la générosité du baron Jehan de Marelhan (ou Marillan) qui voulut attacher son nom à cette pieuse fondation et fit édifier son tombeau dans l’église. En 1655 la confrérie de Notre-Dame du Saint Sépulcre dote l’église d’une statue d’argent qui passait pour être un chef-d’œuvre de l’art en ce genre.
La vie du monastère du milieu du XVIIe siècle à la Révolution est peu connue. En 1790 le couvent des grands Carmes est fermé et les frères expulsés. Le 20 février 1790 le père Rolland, ancien prieur, est pendu ainsi que trois de se compagnons. C’est grâce aux habitants du quartier que cet édifice n’est pas démoli, mais conformément au décret de l’Assemblée législative des 14 et 22 avril 1792 les cloches de l’église sont démontées et envoyées à la fonte. Il en est de même pour la lampe d’argent et la statue d’argent de la Vierge. En cette même année 1792 une inscription en mémoire du bataillon des Marseillais qui se distinguèrent à la journée du 10 août à Paris est placée sur la façade de l’église.
Le service religieux est assuré par des prêtres ayant prêté serment à la Convention. Après avoir pris le vocable de Saint Étienne, l’église prend en mai 1800 le nom de Saint Lazare après le transfert des reliques de ce saint en provenance de la Major au moment de la fermeture de la cathédrale. Elle reprend son nom des Grands Carmes le 18 juillet 1802 après le concordat signé entre Pie VII et Napoléon.
Parmi les différents curés de la paroisse, il faut retenir le nom de Louis Decanis qui est nommé le 19 octobre 1862. Très actif il entreprend la restauration de son église et réalise peinture et dorure à profusion. Il commande des statues de plâtre aux ateliers de Louvain et de Munich ainsi que le tombeau du saint Sépulcre qui est taillé par la maison Virebaud de Toulouse. Le curé Decanis est de plus un prêtre de caractère. En effet pendant la guerre de 1870 l’évêque de Marseille Mgr Place demande à son clergé par lettre circulaire du 18 novembre 1870 de faire un don volontaire de quelques cloches pour venir en aide à la patrie : le curé Decanis désirant conservé les cloches de son église, propose au préfet en remplacement la fourniture d’une mitrailleuse d’une valeur de 500 Frs payée par les paroissiens. Cette proposition est acceptée. Le curé Decanis meurt le 6 août 1882.
En 1897 le dôme du chœur et une partie du clocher s’effondrent. La municipalité refuse de prendre en charge la réparation ; le clocher est alors réduit et le sanctuaire est caché par un grand mur derrière l’autel.

## Description du bâtiment

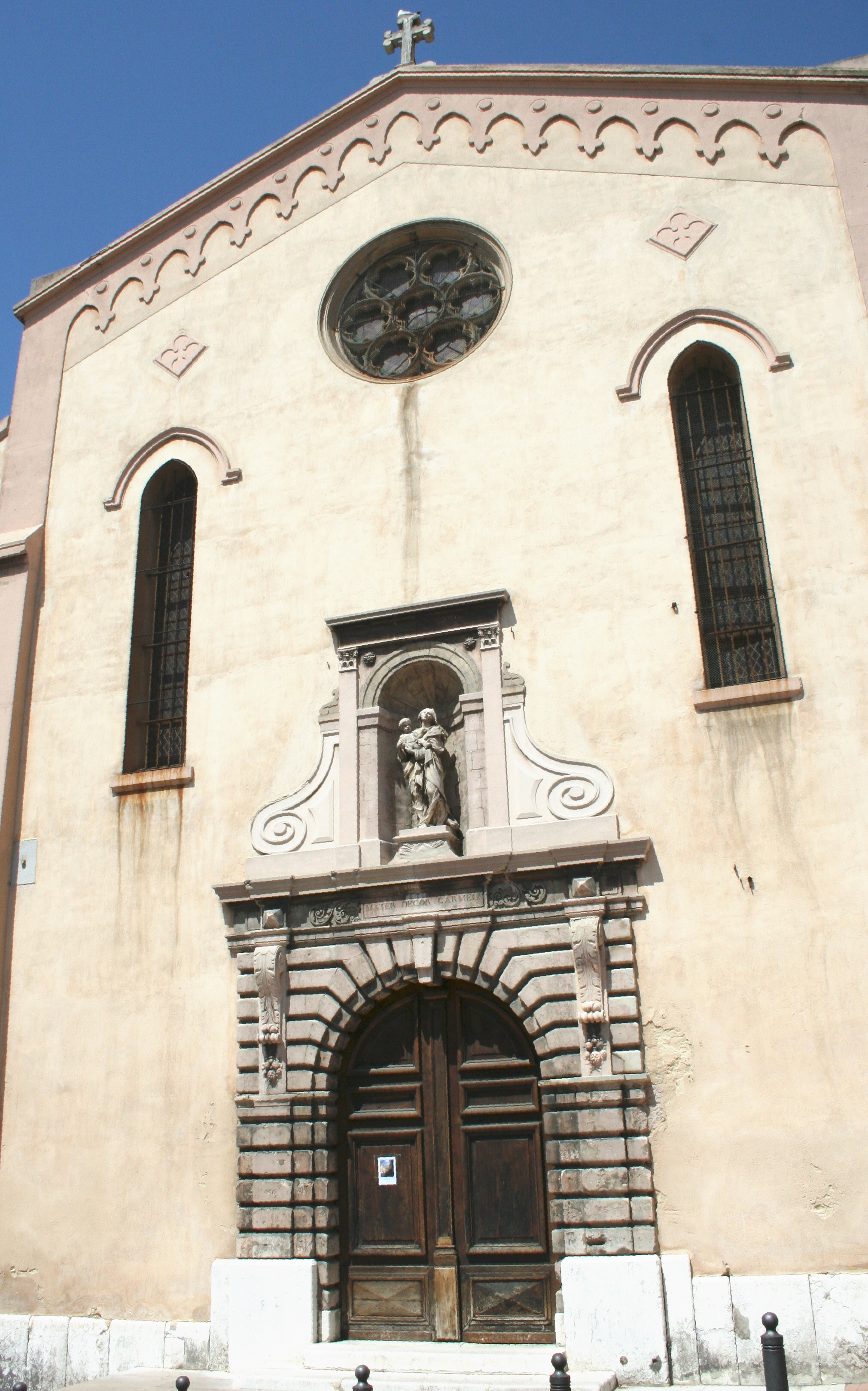
Façade principale

### Extérieur
L’extérieur de l’église n’offre rien de remarquable à l’exception de son curieux clocher carré à la base mais octogonal pour sa partie supérieure, qui se voit de loin. Cette partie octogonale n’est pas d’origine car elle résulte d’une transformation : le clocher était primitivement de plan carré de la base au sommet et ce n’est qu’à cause du mauvais état des angles à l’étage supérieur qu’on dut se résoudre à cette transformation.
La façade est intéressante avec une rosace au-dessous de laquelle se trouve dans une niche une statue de la Vierge du Mont Carmel qui pourrait être d’origine soit du milieu du XVIIe siècle. Sous cette niche s’ouvre la seule porte de la façade dans un bel encadrement à bossage caractéristique du milieu du XVIIe siècle. De chaque côté de la rosace on remarque une étroite fenêtre en arc brisé surmonté d’une mince moulure.

### Intérieur

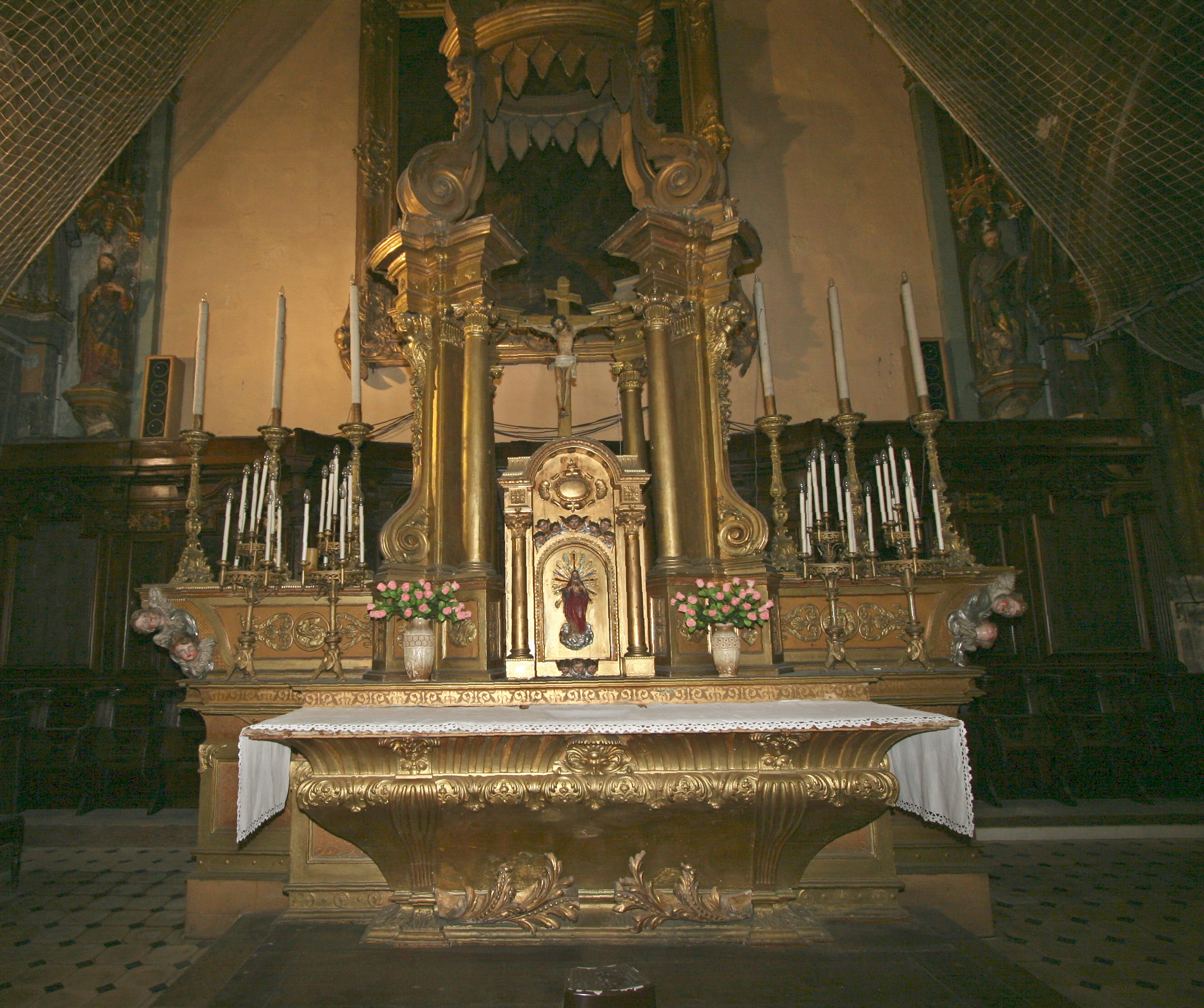
Autel

Le plan de l’église est d’une grande simplicité avec une nef unique voûtée en plein cintre ouvrant sur dix chapelles latérales.
Le maître autel est en bois doré sculpté en 1733 d’abord par Antoine Duparc puis par un artiste polonais Jean Gottlieb Courlaffski ; les têtes de chérubins sont d’Antoine Duparc. Le baldaquin a été remplacé en 1874 par un grand ciborium avec des colonnes et des montants dorés.
Dans l’ancien chœur, de belles boiseries en noyer sculptées au début du XVIIIe siècle par Albert Duparc, père d’Antoine Duparc, encadraient huit toiles de Michel Serre représentant le cycle de la vie de la Vierge : naissance de la Vierge, immaculée conception, annonciation, visitation de la Vierge, adoration des bergers, adoration des mages, présentation au temple et vision de la Vierge. Cet ensemble exceptionnel qui constitue un des rares exemples de la collaboration entre Michel Serre et Antoine Duparc, était considéré au XVIIIe siècle comme une des curiosités de Marseille (Voyage de M. de La Roque, 1783, p. 245). Ces stalles et leurs tableaux ont d’ailleurs été présentés au palais des Arts lors de l’Exposition coloniale de Marseille tenue au Parc Chanot en 1922.
Une partie des stalles et boiseries ainsi que des tableaux de Michel Serre a été replacée contre le nouveau mur du chevet, le reste a été transféré au musée du Vieux Marseille. Malheureusement lors du bombardement de 1944 qui a atteint le musée, les toiles de l’Annonciation et de la Visitation ont été détruites. Seules sont encore visibles dans l’église les toiles, malheureusement en très mauvais état, représentant l’immaculée conception, la naissance de la Vierge, l’adoration des bergers et l’adoration des mages.
Les boiseries représentant des médaillons figurant les prophètes Élie et Élisée ou des saints comme Marie-Madeleine de Pazzi reconnaissable à sa couronne d’épines. Cette dernière figure est d’ailleurs proche d’une toile de Michel Serre ce qui confirme bien que cet artiste a travaillé en collaboration avec Albert Duparc.

Boiseries de l'église
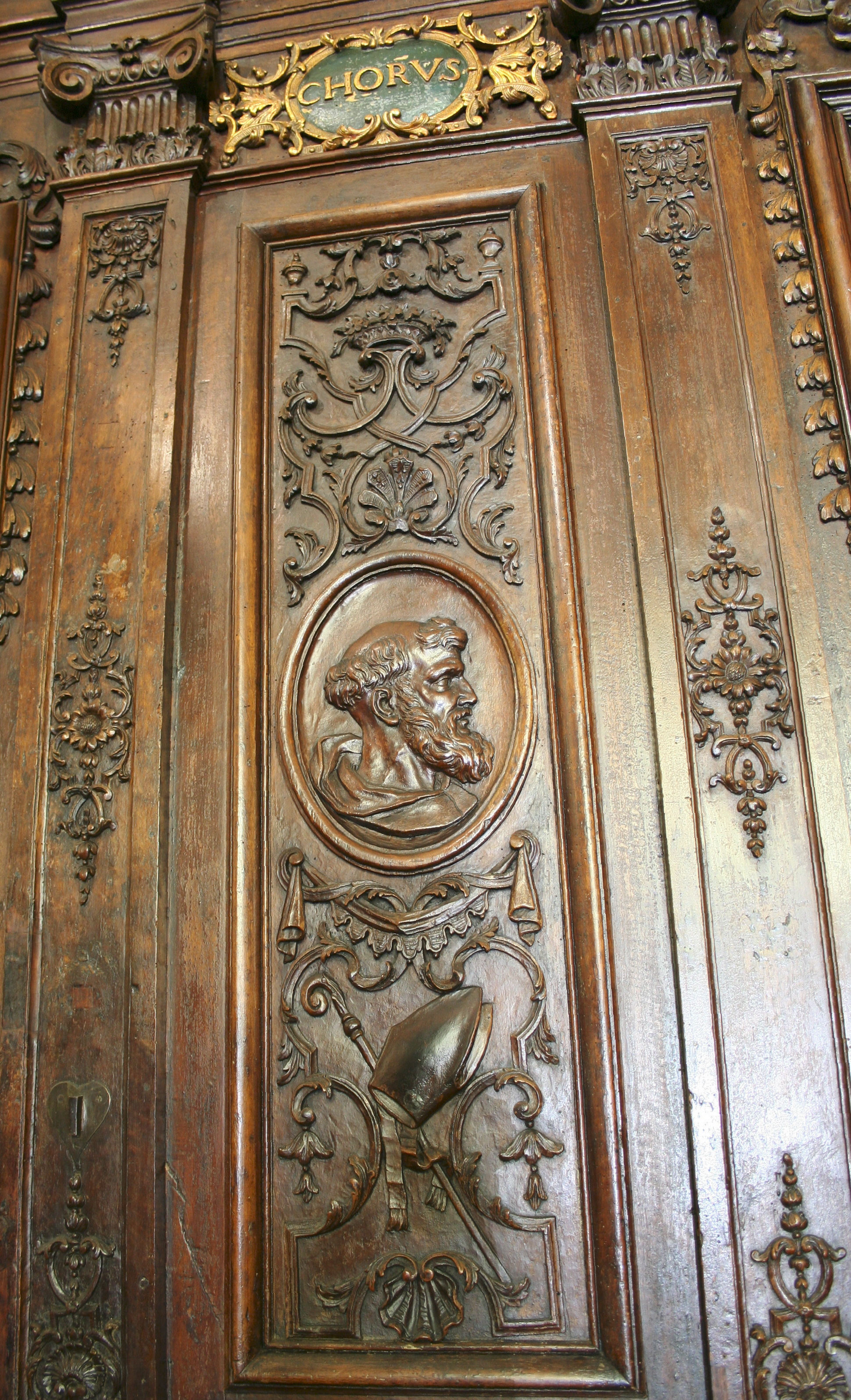
Sculpture d'Albert Duparc
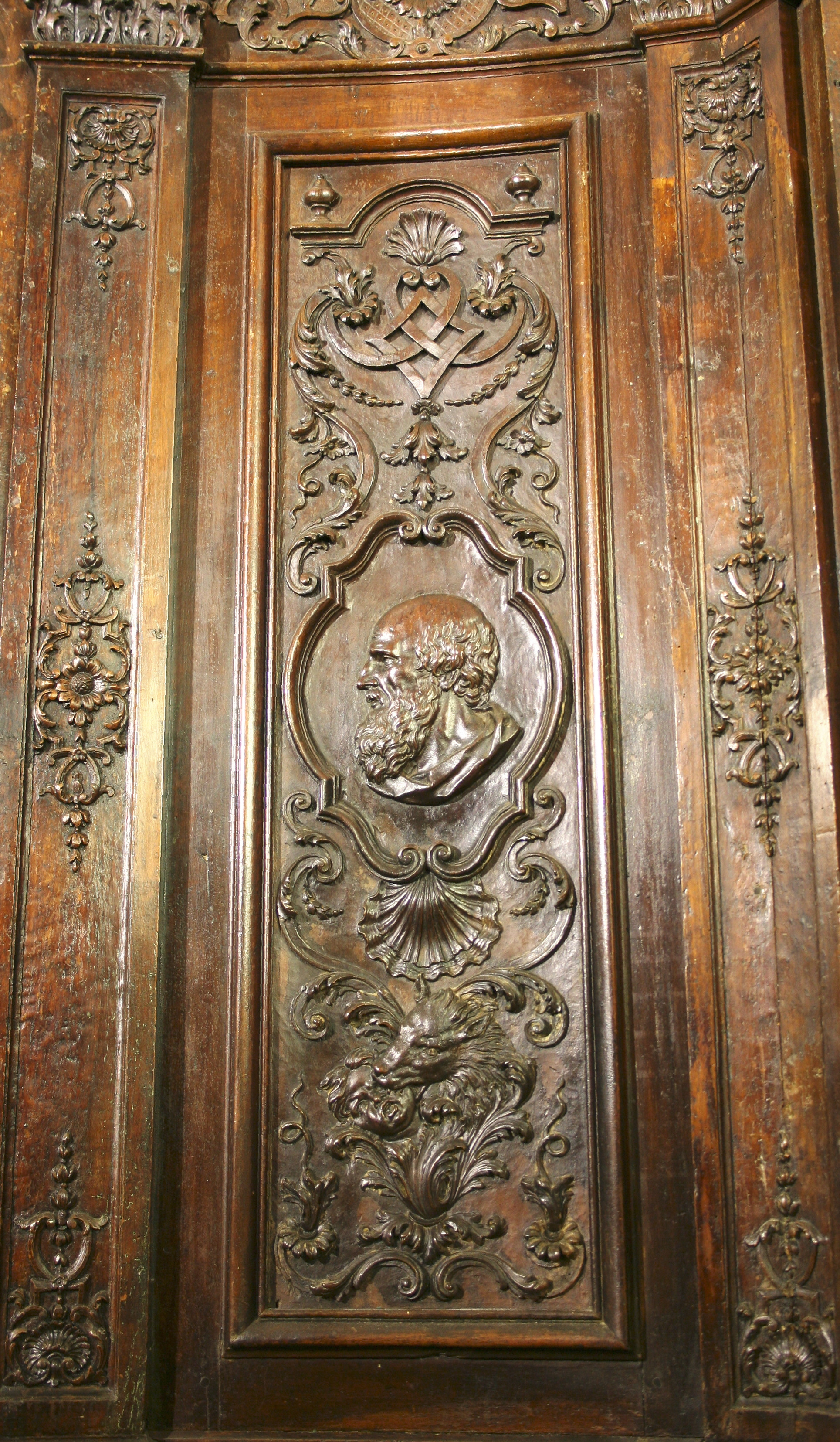
Sculpture d'Albert Duparc
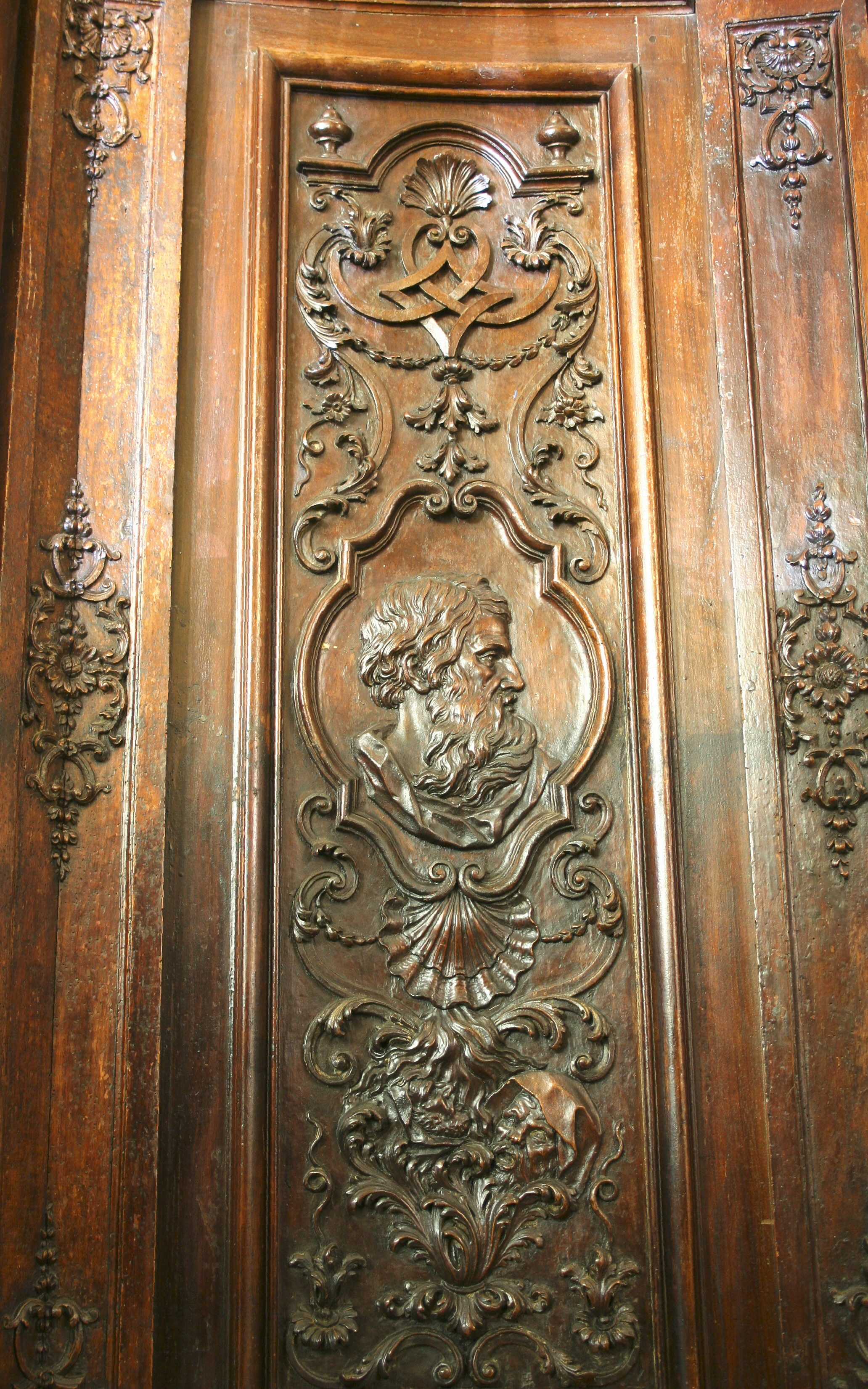
Sculpture d'Albert Duparc
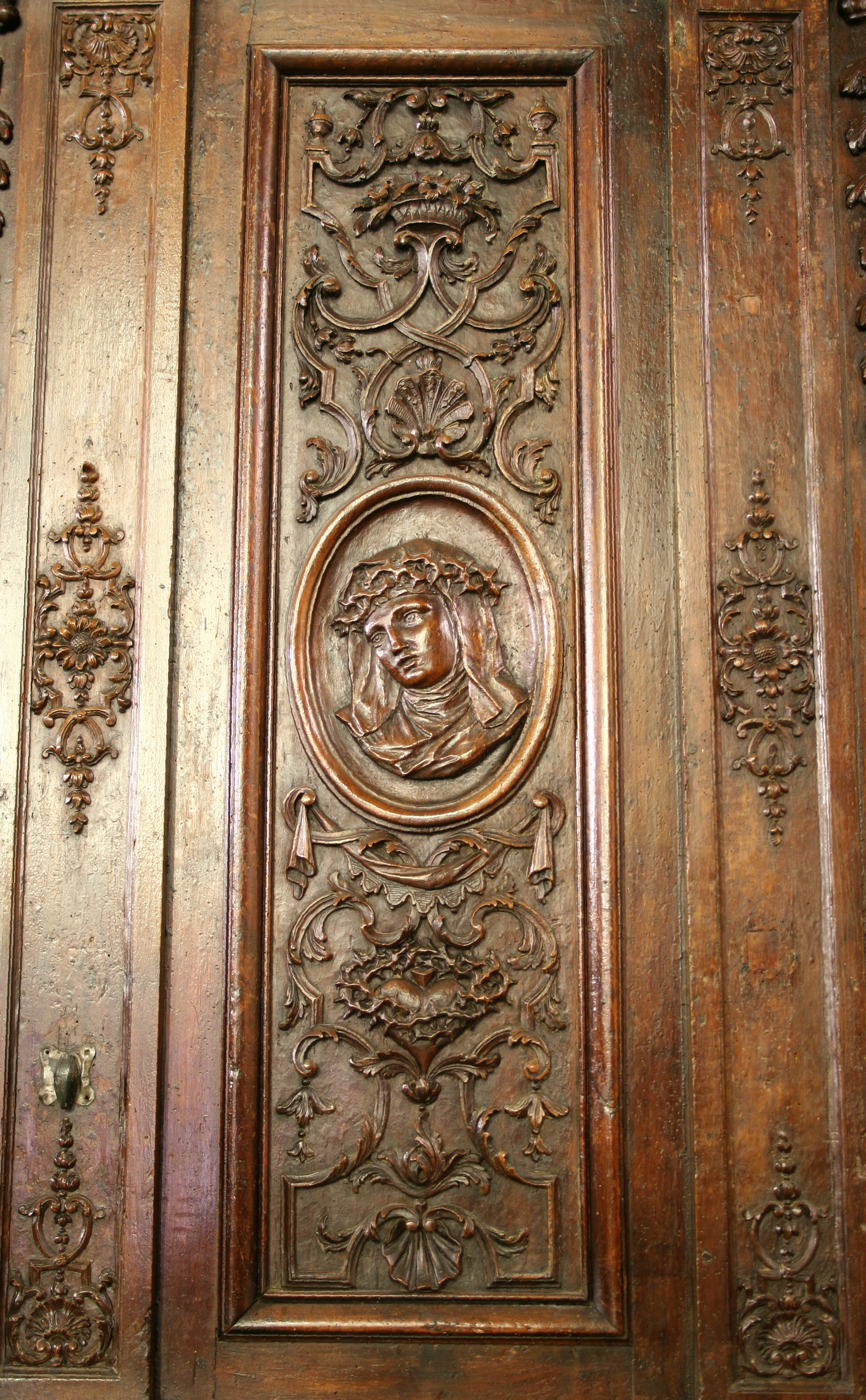
Tête de Marie-Madeleine de Pazzi Sculpture d'Albert Duparc

Derrière l’autel se trouve un grand tableau (3.80 x 3,10 m.) de Michel Serre dans un cadre surmonté des armes de l’ordre des Carmes ; il a été sans doute commandé par une confrérie vers 1703 et était placé à l’origine dans le chœur aujourd’hui disparu et représente l’indulgence sabbatine. En effet les Carmes diffusèrent la dévotion à la Vierge qui avait remis à Simon Stock le scapulaire qui permet à tous ceux qui le portent d’obtenir le privilège de sortir du purgatoire le samedi suivant leur mort.

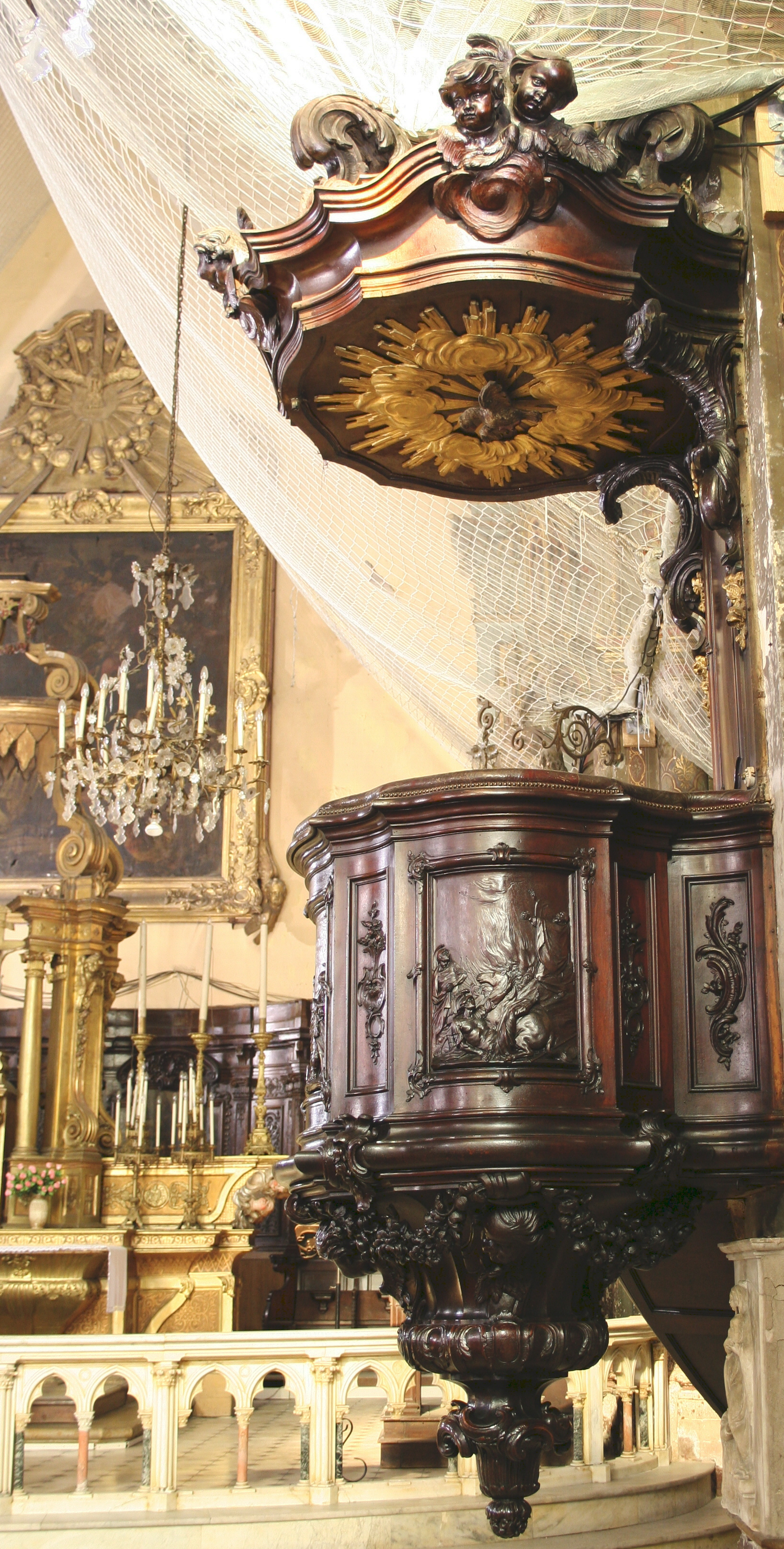
Chaire

La chaire, œuvre d’art remarquable, est de l’école de Puget. L’ordre des Carmes considère le prophète Élie comme son fondateur et patron, car il a triomphé selon la Bible (Ier livre des rois) des faux dieux au Mont Carmel. C’est pour cela que trois panneaux de la chaire reproduisent l’histoire de ce prophète : le feu du ciel qui embrase le bûcher, le sacrifice, et le char de feu qui conduit Élie au ciel. Sur ce dernier panneau on remarque le manteau d’Élie qui tombe du char et qui est récupéré par son successeur le prophète Élisée.
Les chapelles latérales au nombre de dix, cinq de part et d’autre de la nef, sont richement décorées. Dans ces chapelles on trouve en allant de la porte d’entrée vers l’autel :
- Côté droit ou côté épître :
  - Les fonts baptismaux
  - Un autel du calvaire qui provient de l’atelier de Louvain avec un beau christ en bois, assis et couronné d’épines.
  - Un autel de Notre-Dame du Mont Carmel avec sur les murs latéraux les statues de sainte Véronique et sainte Marguerite.
  - Un autel de la naissance de Jésus.
  - La chapelle des bergers avec de chaque côté les statues de sainte Geneviève et saint Jean-Baptiste.
- Côté gauche ou côté évangile :
  - Un autel du Sacré-Cœur qui rappelle l’apparition du Christ à Marguerite-Marie Alacoque à Paray-le-Monial et qui a été exécuté par Jean de Bray. Sur les parois latérales sont placées les statues de saint Antoine du désert et de saint Roch.
  - Un autel du saint sépulcre qui provient des ateliers Virebent de Toulouse. Cette scène de la mise au tombeau représente le corps du Christ étendue sur un socle de marbre blanc entouré de sept personnages avec au centre la Vierge Marie entourée de Marie, mère de jacques, et de Marie Salomé. À droite de ce groupe se trouve Marie-Madeleine avec un vase de parfum et à gauche saint Jean tenant dans ses mains la couronne d’épines du Christ. Aux deux extrémités se trouvent à gauche Nicodème et à droite Joseph d’Arimathie qui a obtenu de Pilate l’autorisation d’ensevelir le corps du Christ.
  - Un autel de saint Joseph qui provient des ateliers de Louvain avec les statues de sainte Rose et sainte Philomène représentée avec une ancre marine ; Le nom de sainte Philomène a été supprimé du calendrier liturgique par le pape Jean XXII
  - Un autel de sainte Thérèse avec les statues du roi saint Louis et de saint Benoît Joseph Labre avec la devise : Jésus espoir des grands et des petits.
  - La chapelle des âmes du purgatoire avec saint Vincent de Paul et saint Paul âgé.

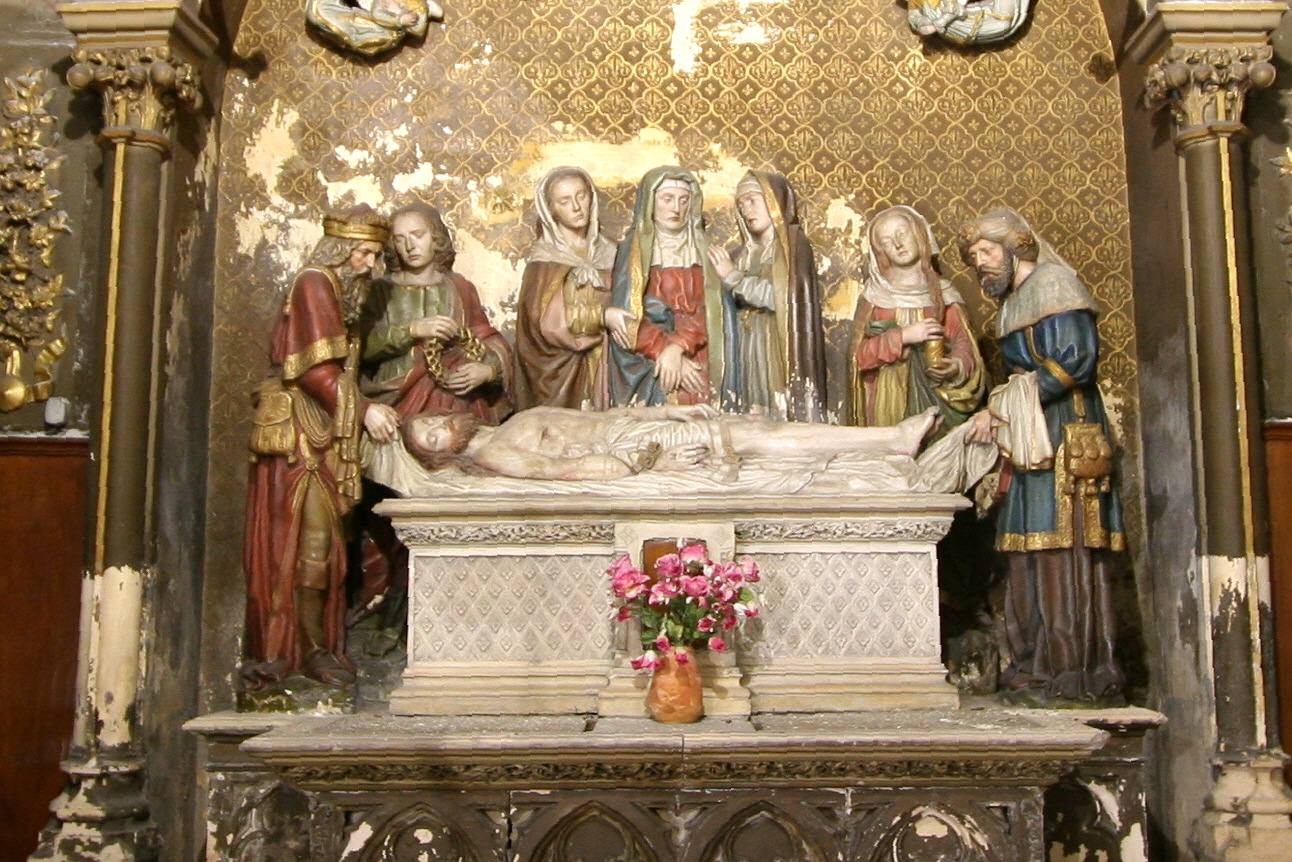
Chapelle du saint Sépulcre
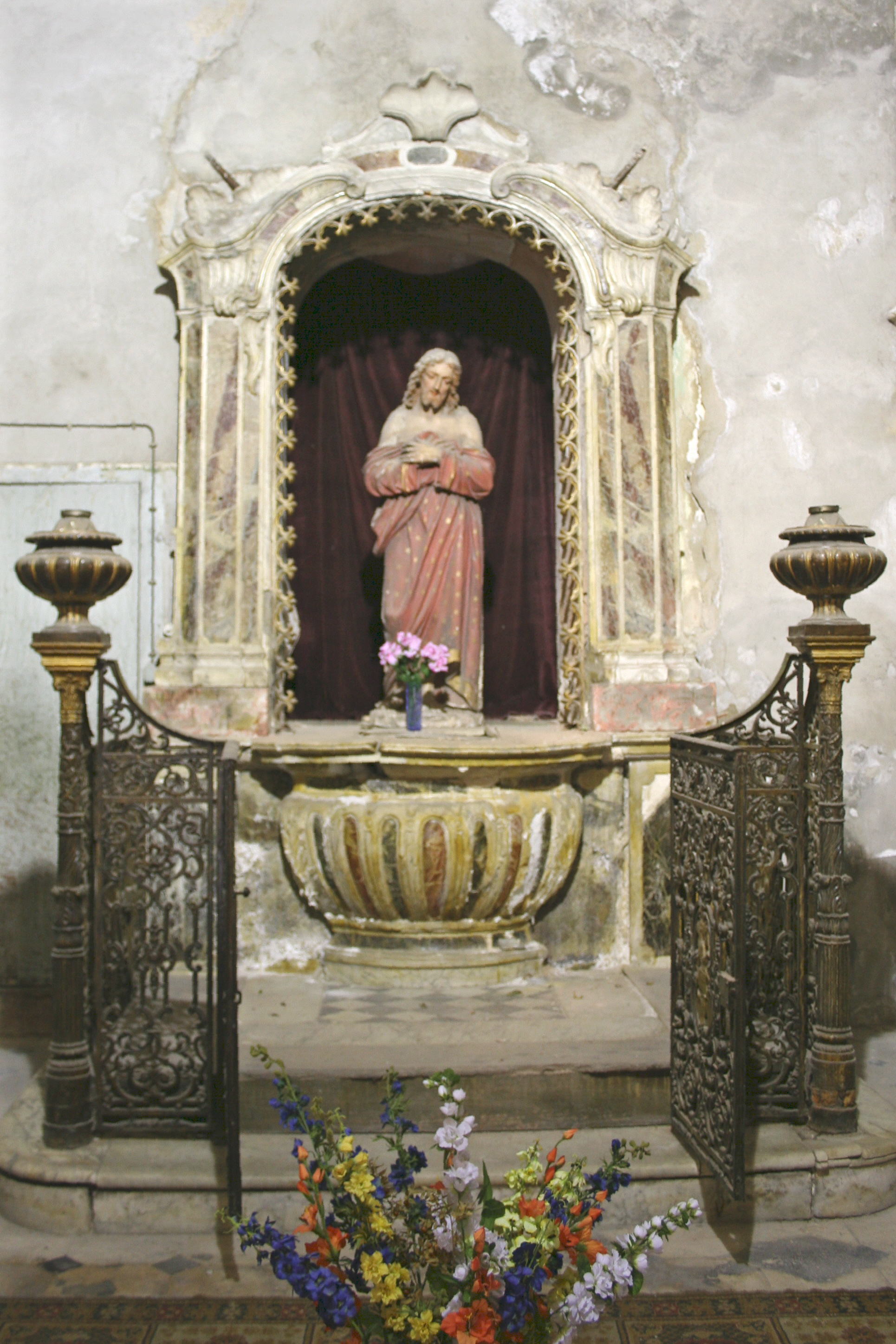
Chapelle des fonts baptismaux
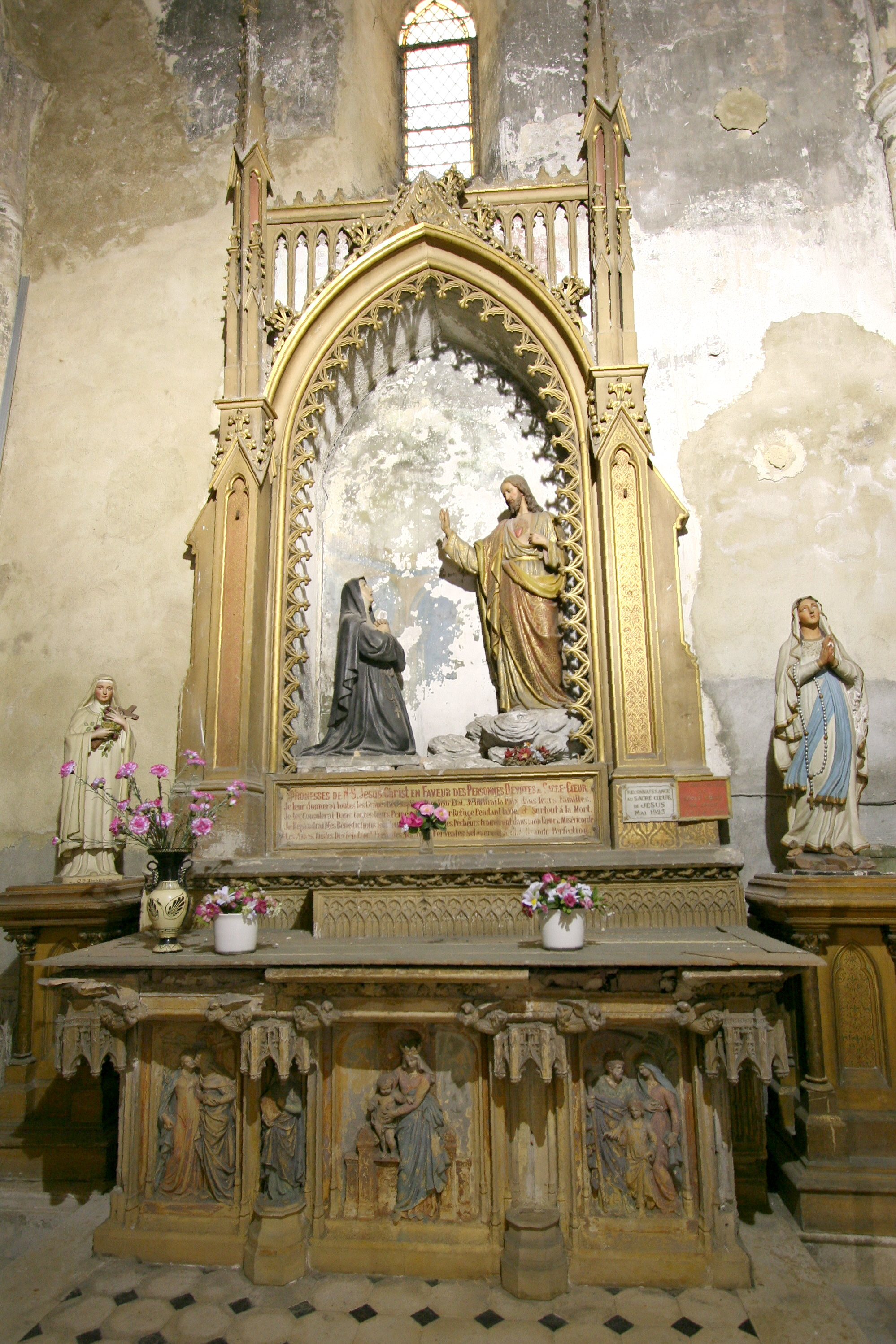
Chapelle du Sacré Cœur
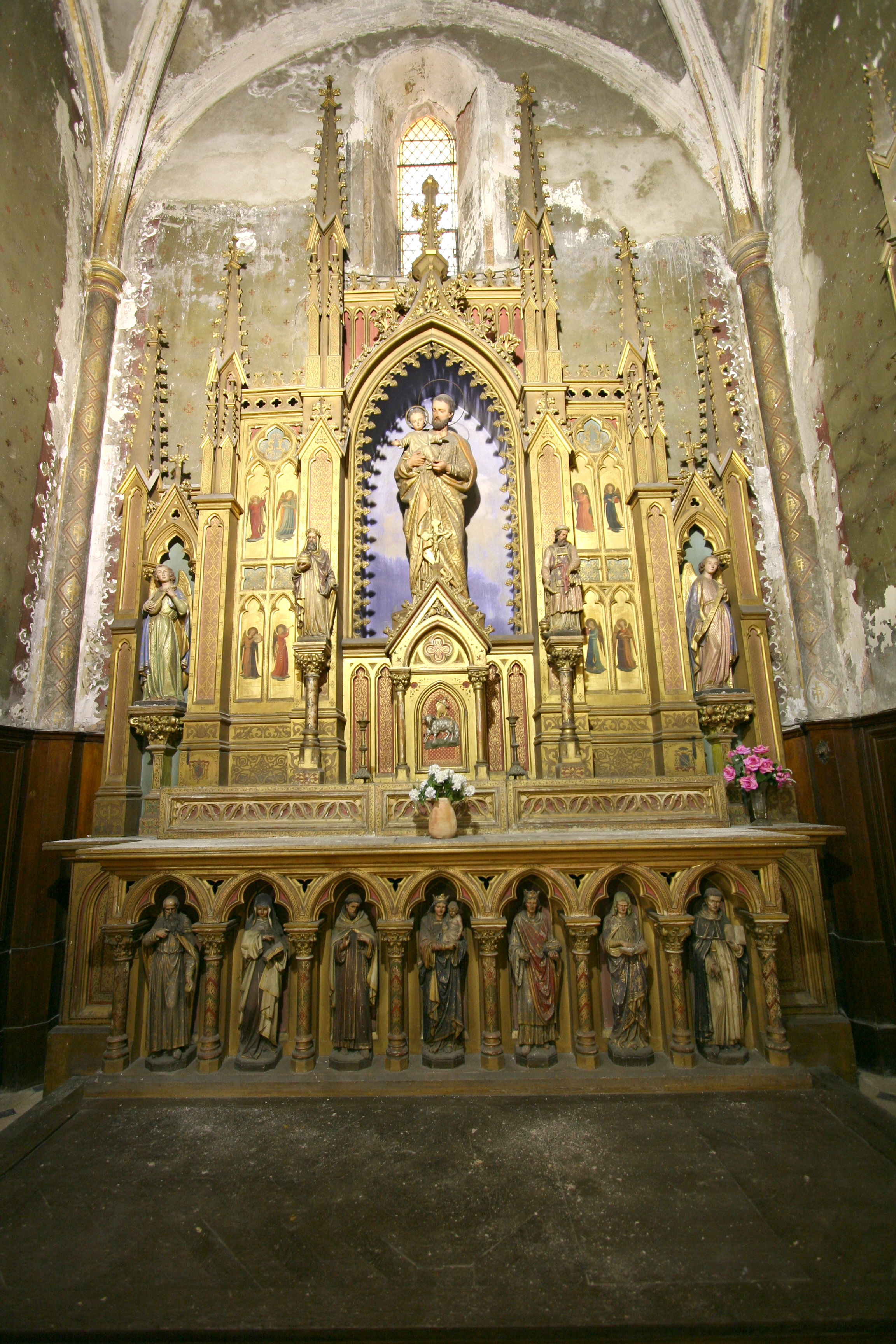
Chapelle de saint Joseph

- Marseille, Les Grands Carmes, reconstruction dans le buffet de 1640 attribué à la famille Eustache, avec seulement 14 jeux sur les 24 prévus sur 2 claviers et Pédale, à cause de contingences financières

### Grand-Orgue
Le Grand-Orgue de tribune est attribué à la famille Eustache : le magnifique buffet de 1640 en est le seul vestige.
Le buffet est actuellement vide. Les 14 jeux d'orgue installés (dans un buffet a priori déjà vide) au XIXe siècle par François Mader ont depuis été déplacés à l'église Saint Laurent.

## Coutumes et traditions
Les bergers, marchands de brousse et de lait, célébraient très solennellement leur fête patronale le premier dimanche de mai dans l’église des Grands Carmes. Lorsqu’ils allaient à la procession qui avait lieu le matin avant la messe, ils apportaient des fromages frais. D’autres corporations célébraient également leur fête aux Grands-Carmes. Les passementiers, ouvriers de la soie et les maîtres teinturiers qui s’appelaient « Maîtres teinturiers du bon et du grand teint », avaient placé leur corporation sous la protection de Notre-Dame de Liesse (ou de Lisses). Les tonneliers et barrillats avaient choisi pour patron saint Albert et s’assemblaient dans cette église où était leur luminaire. Enfin les tailleurs de pierre fêtaient leur patron saint Germain évêque d’Auxerre le 31 juillet.

## Sépultures
Avant l’ordonnance royale du 10 mars 1776 qui interdit l’ensevelissement des défunts dans les églises, des familles nobles et de riches donateurs pouvaient se faire enterrer dans une église. Ainsi la famille Lenche, le capitaine Gaspard Fabre, la famille Valbelle ou Marseille d'Altouvitis, la poétesse marseillaise du XVIe siècle, se sont fait enterrer aux Grands Carmes. Malheureusement toutes ces tombes ont disparu pendant la Révolution.